# Liste der Bodendenkmäler in Kümmersbruck
Auf dieser Seite sind die Bodendenkmäler in der Oberpfälzer Gemeinde Kümmersbruck zusammengestellt. Diese Tabelle ist eine Teilliste der Liste der Bodendenkmäler in Bayern. Grundlage ist die Bayerische Denkmalliste, die auf Basis des Bayerischen Denkmalschutzgesetzes vom 1. Oktober 1973 erstmals erstellt wurde und seither durch das Bayerische Landesamt für Denkmalpflege geführt wird. Die folgenden Angaben ersetzen nicht die rechtsverbindliche Auskunft der Denkmalschutzbehörde.

## Bodendenkmäler in Kümmersbruck
| Lage                           | Objekt | Akten-Nr.     | Bild |
| ------------------------------ | --- | ------------- | ---- |
| Kümmersbruck (Standort)        | Hallstattzeitlicher Bestattungsplatz mit mindestens einem Grabhügel. | D-3-6536-0244 |      |
| Kümmersbruck (Standort)        | Vorgeschichtlicher Bestattungsplatz mit mindestens einem Grabhügel. | D-3-6537-0013 |      |
| Kümmersbruck (Standort)        | Vorgeschichtlicher Bestattungsplatz mit mindestens einem Grabhügel. | D-3-6537-0014 |      |
| Kümmersbruck (Standort)        | Vorgeschichtlicher Bestattungsplatz mit mindestens vier Grabhügeln. | D-3-6537-0015 |      |
| Kümmersbruck (Standort)        | Vorgeschichtlicher Bestattungsplatz mit mindestens einem Grabhügel. | D-3-6537-0016 |      |
| Kümmersbruck (Standort)        | Vorgeschichtlicher Bestattungsplatz mit mindestens einem Grabhügel. | D-3-6537-0017 |      |
| Kümmersbruck (Standort)        | Vorgeschichtlicher Bestattungsplatz mit mindestens fünf Grabhügeln. | D-3-6537-0020 |      |
| Kümmersbruck (Standort)        | Mittelalterlichen Wüstung Haymhof. | D-3-6537-0024 |      |
| Kümmersbruck (Standort)        | Vorgeschichtlicher Bestattungsplatz mit mindestens acht Grabhügeln. | D-3-6537-0033 |      |
| Kümmersbruck (Standort)        | Vorgeschichtlicher Bestattungsplatz mit mindestens zwei Grabhügeln. | D-3-6537-0034 |      |
| Kümmersbruck (Standort)        | Vorgeschichtlicher Bestattungsplatz mit mindestens einem Grabhügel. | D-3-6537-0035 |      |
| Kümmersbruck (Standort)        | Vorgeschichtlicher Bestattungsplatz mit mindestens zwei Grabhügeln. | D-3-6537-0036 |      |
| Kümmersbruck (Standort)        | Vorgeschichtlicher Bestattungsplatz mit mindestens einem Grabhügel. | D-3-6537-0037 |      |
| Kümmersbruck (Standort)        | Bronzezeitlicher Bestattungsplatz mit mindestens fünf Grabhügeln. | D-3-6537-0038 |      |
| Kümmersbruck (Standort)        | Vorgeschichtlicher Bestattungsplatz mit Grabhügeln. | D-3-6537-0039 |      |
| Kümmersbruck (Standort)        | Vorgeschichtlicher Bestattungsplatz mit mindestens einem Grabhügel. | D-3-6537-0041 |      |
| Kümmersbruck (Standort)        | Vorgeschichtlicher Bestattungsplatz mit mindestens einem Grabhügel. | D-3-6537-0042 |      |
| Kümmersbruck (Standort)        | Vorgeschichtlicher Bestattungsplatz mit mindestens einem Grabhügel. | D-3-6537-0044 |      |
| Kümmersbruck (Standort)        | Vorgeschichtlicher Bestattungsplatz mit mindestens sechs Grabhügeln. | D-3-6537-0049 |      |
| Kümmersbruck (Standort)        | Vorgeschichtliche Siedlung. | D-3-6537-0051 |      |
| Kümmersbruck (Standort)        | Archäologische Befunde des Mittelalters und der frühen Neuzeit im Bereich des ehemaligen Wasserschlosses von Moos. | D-3-6537-0052 |      |
| Kümmersbruck (Standort)        | Siedlung vor- und frühgeschichtlicher Zeitstellung. | D-3-6537-0053 |      |
| Kümmersbruck (Standort)        | Siedlung vor- und frühgeschichtlicher Zeitstellung. | D-3-6537-0056 |      |
| Kümmersbruck (Standort)        | Mesolithische Freilandstation, Siedlungen der vorgeschichtlichen Metallzeiten und des frühen Mittelalters. | D-3-6537-0057 |      |
| Kümmersbruck (Standort)        | Mesolithische Freilandstation, vorgeschichtliche Siedlung. | D-3-6537-0058 |      |
| Kümmersbruck (Standort)        | Hallstattzeitliche Siedlung. | D-3-6537-0065 |      |
| Kümmersbruck (Standort)        | Mesolithische Freilandstation, Siedlung der vorgeschichtlichen Metallzeiten. | D-3-6537-0067 |      |
| Kümmersbruck (Standort)        | Siedlung der vorgeschichtlichen Metallzeiten. | D-3-6537-0070 |      |
| Kümmersbruck (Standort)        | Mesolithische Freilandstation, Siedlung der vorgeschichtlichen Metallzeiten. | D-3-6537-0071 |      |
| Kümmersbruck (Standort)        | Mittelalterliche Wüstung Flaschnerhof. | D-3-6537-0072 |      |
| Kümmersbruck (Standort)        | Archäologische Befunde des Mittelalters und der frühen Neuzeit im Bereich des ehemaligen Schlosses von Kümmersbruck, darunter die Spuren von Vorgängerbauten bzw. älterer Bauphasen.                                                                         | D-3-6537-0183 |      |
| Kümmersbruck (Standort)        | Archäologische Befunde des Mittelalters und der Neuzeit im Bereich der katholischen Pfarrkirche St. Antonius Abbas in Kümmersbruck, darunter die Spuren von Vorgängerbauten bzw. älterer Bauphasen.                                                          | D-3-6537-0184 |      |
| Kümmersbruck (Standort)        | Archäologische Befunde des Mittelalters und der frühen Neuzeit im Bereich des ehemaligen Schlosses von Penkhof, darunter die Spuren von Vorgängerbauten bzw. älterer Bauphasen.                                                                              | D-3-6537-0188 |      |
| Kümmersbruck (Standort)        | Vorgeschichtlicher Bestattungsplatz mit mindestens zwei Grabhügeln. | D-3-6537-0193 |      |
| Kümmersbruck (Standort)        | Archäologische Befunde des Mittelalters und der frühen Neuzeit im Bereich des ehemaligen Hammerschlosses Haselmühl. | D-3-6537-0194 |      |
| Kümmersbruck (Standort)        | Archäologische Befunde der frühen Neuzeit im Bereich der katholischen Filialkirche St. Wendelin in Lengenfeld, darunter die Spuren von Vorgängerbauten bzw. älterer Bauphasen.                                                                               | D-3-6537-0195 |      |
| Kümmersbruck (Standort)        | Archäologische Befunde der frühen Neuzeit im Bereich der katholischen Filialkirche Mariä Empfängnis in Köfering. | D-3-6537-0196 |      |
| Kümmersbruck (Standort)        | Archäologische Befunde der frühen Neuzeit im Bereich der ehemaligen Schlosskapelle in Moos. | D-3-6537-0197 |      |
| Kümmersbruck (Standort)        | Siedlung und Handwerksplatz karolingisch-ottonischer Zeitstellung, Bestattungsplatz des frühen Mittelalters. | D-3-6537-0200 |      |
| Kümmersbruck (Standort)        | Vorgeschichtliche Siedlung. | D-3-6537-0202 |      |
| Kümmersbruck (Standort)        | Vorgeschichtlicher Bestattungsplatz mit mindestens zwei Grabhügeln. | D-3-6636-0036 |      |
| Kümmersbruck (Standort)        | Vorgeschichtlicher Bestattungsplatz mit mindestens einem Grabhügel. | D-3-6636-0037 |      |
| Kümmersbruck (Standort)        | Vorgeschichtlicher Bestattungsplatz mit mindestens zwei Grabhügeln. | D-3-6636-0038 |      |
| Kümmersbruck (Standort)        | Vorgeschichtlicher Bestattungsplatz mit mindestens einem Grabhügel. | D-3-6636-0040 |      |
| Ensdorf (Oberpfalz) (Standort) | Mesolithische Freilandstation. | D-3-6637-0018 |      |
| Kümmersbruck (Standort)        | Frühmittelalterliches Reihengräberfeld. | D-3-6637-0052 |      |
| Kümmersbruck (Standort)        | Frühmittelalterliches Reihengräberfeld. | D-3-6637-0053 |      |
| Kümmersbruck (Standort)        | Mittelalterlicher Burgstall. | D-3-6637-0054 |      |
| Kümmersbruck (Standort)        | Vorgeschichtlicher Bestattungsplatz mit mindestens fünf Grabhügeln. | D-3-6637-0055 |      |
| Kümmersbruck (Standort)        | Vorgeschichtlicher Bestattungsplatz mit mindestens sechs Grabhügeln. | D-3-6637-0056 |      |
| Kümmersbruck (Standort)        | Vorgeschichtlicher Bestattungsplatz mit mindestens einem Grabhügel. | D-3-6637-0057 |      |
| Kümmersbruck (Standort)        | Vorgeschichtlicher Bestattungsplatz mit mindestens acht Grabhügeln. | D-3-6637-0058 |      |
| Kümmersbruck (Standort)        | Vorgeschichtlicher Bestattungsplatz mit mindestens drei Grabhügeln. | D-3-6637-0059 |      |
| Kümmersbruck (Standort)        | Vorgeschichtlicher Bestattungsplatz mit mindestens drei Grabhügeln. | D-3-6637-0061 |      |
| Kümmersbruck (Standort)        | Vorgeschichtlicher Bestattungsplatz mit mindestens einem Grabhügel. | D-3-6637-0062 |      |
| Kümmersbruck (Standort)        | Vorgeschichtlicher Bestattungsplatz mit mindestens einem Grabhügel. | D-3-6637-0063 |      |
| Kümmersbruck (Standort)        | Vorgeschichtlicher Bestattungsplatz mit mindestens vier Grabhügeln. | D-3-6637-0064 |      |
| Kümmersbruck (Standort)        | Vorgeschichtlicher Bestattungsplatz mit mindestens 61 Grabhügeln. | D-3-6637-0065 |      |
| Kümmersbruck (Standort)        | Vorgeschichtlicher Bestattungsplatz mit mindestens vier Grabhügeln. | D-3-6637-0066 |      |
| Kümmersbruck (Standort)        | Vorgeschichtlicher Bestattungsplatz mit mindestens vier Grabhügeln. | D-3-6637-0067 |      |
| Kümmersbruck (Standort)        | Vorgeschichtlicher Bestattungsplatz mit mindestens zwei Grabhügeln. | D-3-6637-0068 |      |
| Kümmersbruck (Standort)        | Vorgeschichtlicher Bestattungsplatz mit mindestens zwei Grabhügeln. | D-3-6637-0069 |      |
| Kümmersbruck (Standort)        | Vorgeschichtlicher Bestattungsplatz mit mindestens sechs Grabhügeln. | D-3-6637-0070 |      |
| Kümmersbruck (Standort)        | Vorgeschichtlicher Bestattungsplatz mit mindestens einem Grabhügel. | D-3-6637-0072 |      |
| Kümmersbruck (Standort)        | Ein vorgeschichtlicher Grabhügel. | D-3-6637-0073 |      |
| Kümmersbruck (Standort)        | Vorgeschichtliche Siedlung. | D-3-6637-0076 |      |
| Kümmersbruck (Standort)        | Mesolithische Freilandstation, frühlatènezeitliche Siedlung. | D-3-6637-0077 |      |
| Kümmersbruck (Standort)        | Archäologische Befunde des Mittelalters und der Neuzeit im Bereich der katholischen Pfarrkirche St. Nikolaus und des ehemaligen Hofmarkschlosses von Theuern, darunter die Spuren von Vorgängerbauten bzw. älterer Bauphasen der Kirche und des Adelssitzes. | D-3-6637-0078 |      |
| Kümmersbruck (Standort)        | Eisenerzschürfgruben des Mittelalters und der frühen Neuzeit. | D-3-6637-0090 |      |
| Kümmersbruck (Standort)        | Vorgeschichtlicher Bestattungsplatz mit mindestens drei Grabhügeln. | D-3-6637-0104 |      |
| Kümmersbruck (Standort)        | Archäologische Befunde des abgegangenen spätmittelalterlichen und neuzeitlichen Eisenhammers Theuern. | D-3-6637-0118 |      |